# Jatinagara (plaats)
Jatinagara is een bestuurslaag in het regentschap Ciamis van de provincie West-Java, Indonesië. Jatinagara telt 4273 inwoners (volkstelling 2010).